# روابط اتحاد شوروی و ایالات متحده آمریکا
روابط ایالات متحده آمریکا و اتحاد شوروی عبارت است از رابطه میان ایالات متحده آمریکا و اتحاد جماهیر شوروی از سال ۱۹۲۲ تا ۱۹۹۱ (فروپاشی شوروی). روابط دیپلماتیک کامل بین این دو کشور به دلیل خصومت‌های دوطرفه، بسیار دیرهنگام صورت گرفت. در طول جنگ جهانی دوم، این دو کشور به مدت کوتاهی متحد بودند. در پایان جنگ، اولین نشانه‌های عدم اعتماد و خصومت بین دو کشور پدیدار شد و جنگ سرد را شکل داد که البته برخی پیامدهای آن تا امروز هم ادامه دارد.